# Strasshof an der Nordbahn
Strasshof an der Nordbahn – gmina targowa w Austrii, w kraju związkowym Dolna Austria, w powiecie Gänserndorf. Leży ok. 25 km na wschód od Wiednia.
Największą atrakcją gminy jest Muzeum Kolejnictwa Heizhaus. Można zobaczyć tu zabytkową lokomotywę wybudowaną przez LOFAG.